# 7775 Taiko
7775 Taiko (1992 XD) là một tiểu hành tinh vành đai chính được phát hiện ngày 4 tháng 12 năm 1992 bởi Y. Kushida ở Yatsugatake.